# Фосфонаты

Общая формула фосфонатов,
R^{3} = Alk, Ar
R^{1}, R^{2} = Alk, Ar, H

Фосфонаты — сложные эфиры фосфоновых кислот общей формулы RP(O)(OR1)n(OH)2-n. В зависимости от числа гидроксильных групп фосфонаты делятся на первичные (n = 1, кислые фосфонаты), и вторичные (п = 2, полные фосфонаты).
Фосфонаты с низшими алкильными, алкенильными и арильными заместителями — бесцветные жидкости, фосфонаты с высокими молекулярными массами — масла или кристаллы. Связи при атоме фосфора имеют тетраэдрическую конфигурацию, в ИК-спектрах присутствует характеристическая полоса связи P=O при 1200—1280 см−1.

## Химические свойства
Первичные фосфонаты являются умеренно сильными кислотами (например, для n-ClC6H4P(O)(OC4H9)OH pKа = 1,7) и образуют соли с аминами, вторичные образуют аддукты с кислотами Льюиса (например, с галогенидами бора).
Первичные фосфонаты при нагревании диспропорционируют с образованием полифосфатов, вторичные диалкилфосфонаты при нагревании выше 150 °С разлагаются с образованием первичных фосфонатов и алкенов:
RP(O)(CH2CH2R1)2 {\displaystyle \to } RP(O)(OH)CH2CH2R1 + R1CH=CH2
При взаимодействии с пятихлористым фосфором и первичные, и вторичные фосфонаты образуют хлорангидриды фосфоновых кислот:
RP(O)R12 + PCl5 {\displaystyle \to } RP(O)R1Cl + R1Cl + POCl3

## Синтез
Фосфонаты получают взаимодействием дихлорангидридов фосфоновых RP(O)Cl2 кислот со спиртами, фенолами или их алкоголятами, алкилированием триалкилфосфитов алкилхлоридами (реакция Арбузова), алкилированием кислых фосфитов (реакция Михаэлиса-Беккера) и др. методами.